# Pchan Tchien-šou
Pchan Tchien-šou (čínsky pchin-jinem Pān Tiānshòu, znaky zjednodušené 潘天寿, tradiční 潘天壽; 14. března 1897 Ning-po – 5. září 1971) byl čínský malíř, uměnovědec a výtvarný pedagog.
K jeho učitelům patřil Wu Čchang-šuo. Pchan Tchien-šou byl znalcem tradiční čínské malby, o které napsal knihu Dějiny čínského malířství (1926). Svou kariéru završil jako rektor Čínské umělecké akademie. Po vypuknutí kulturní revoluce byl však roku 1966 ze svého místa odvolán a poté až do konce života opakovaně šikanován Rudými gardami, dokonce obviněn i ze špionáže ve prospěch Kuomintangu.